# José María Preciado Nieva
José María Preciado Nieva CMF (ur. 23 września 1886 w Cadreita, zm. 13 sierpnia 1963) – hiszpański duchowny katolicki posługujący w Panamie, wikariusz apostolski Darién 1934-1955.

## Życiorys
Święcenia kapłańskie otrzymał 23 czerwca 1912.
26 lutego 1934 papież Pius XI mianował go wikariuszem apostolskim Darién ze stolicą tytularną Tegea. 31 maja 1934 z rąk arcybiskupa Arthura Jeromiego Drossaertsa przyjął sakrę biskupią. 9 lipca 1955 ze względu na wiek złożył rezygnację z zajmowanej funkcji.
Zmarł 13 sierpnia 1963.